# 로만 신
로만 알렉산드로비치 신(러시아어: Роман Александрович Шин, 1948년 9월 12일~)은 키르기스스탄의 정치인이다. 2005년부터 키르기스스탄의 국회의원으로 활동했다.